# Petit Billy
Petit Billy est une marque commerciale française d'une série de fromages industriels de lait de chèvre appartenant au groupe Olga (anciennement Triballat Noyal) et fabriquée à l’usine de Noyal-sur-Vilaine près de Rennes (Ille-et-Vilaine). C’est l’un des rares fromages de chèvre fabriqué dans la région Bretagne.

## Historique
Cette marque et la transformation fromagère attachée ont été lancées en 1986. Le nom vient de Billy en Sologne dont la laiterie a été rachetée par Triballat.

## Déclinaisons
- Petit Billy (feuille verte, pâte fraîche)
- Petit Billy Crémeux (feuille rousse, fromage affiné)
- La fleur de Petit Billy (fromage en forme de fleur, de très petite taille, croûte cendrée)
- Les tranches de chèvre Petit Billy (fromage pré-tranché)

## Matières premières agricoles employées
Les laits d'origine caprine proviennent d'élevages de types intensifs basés dans la Bretagne. Les races de chèvres sont à haut rendement volumique laitier (brune Alpine et blanche Saanen).

## Fabrication
Les laits crus réfrigérés à 4 °C sont achetés et collectés chez les éleveurs caprins. Mélangés lors de cette collecte, ils sont ensuite pasteurisés à une température de 73,5 °C pendant 24 secondes afin d'éliminer tout pathogène potentiel. La pasteurisation ayant détruit également le microbiote natif utile du lait cru, l'ouvrier-fromager est contraint de le réensemencer avec des ferments lactiques de culture ainsi que du calcium. Le lait pasteurisé reste en cuve de maturation pendant 2 heures jusqu'à obtenir un bon pH. L'emprésurage s'effectue avant le « coulage ». Le caillé obtenu (temps entre coulage et moulage de 18 heures) est moulé, retourné à l'aide d'un robot puis égoutté. Le démoulage est effectué manuellement et suivi par un salage à 1 %. Les fromages sont réfrigérés avant conditionnement.

## Conditionnement
Ces fromages sont conditionnés dans une coque de matière plastique étanche, sous atmosphère contrôlée. Un fac-similé de feuille de châtaignier, composé de papier sulfurisé, était déposée sur chaque fromage. Cette feuille a depuis disparu.

## Consommation
Généralement consommé nature, il existe plusieurs livres de recettes sucrées ou salées à base de Petit Billy,.